# Attentat du 8 juin 2023 à Fayzabad
L'attentat du 8 juin 2023 à Fayzabad est un attentat à la bombe survenu le 8 juin 2023 lors d'un service de deuil près de la mosquée Nabawi de Fayzabad, la capitale de la province du Badakhchan, dans le nord de l'Afghanistan, en l'honneur du gouverneur intérimaire de la province, Nisar Ahmad Ahmadi (en), tué l'avant-veille dans un attentat à la voiture piégée revendiqué par l'État islamique. Au moins 19 personnes ont été tuées dans l'explosion et 38 autres ont été blessées. L'État islamique a également revendiqué cette attaque,,,.